# Myiopagis viridicata
El fiofio verdoso (Myiopagis viridicata) es una especie de ave paseriforme de la familia Tyrannidae perteneciente al género Myiopagis. Es nativo de la América tropical (Neotrópico), desde México, por América Central y del Sur, hasta el norte de Argentina.

## Nombres comunes
Se le denomina también fiofío corona dorada (en Argentina, Uruguay y Paraguay), elaenia o elenia verdosa (en Colombia, México, Honduras y Panamá), elainia verdosa (en Costa Rica), elenita verdosa (en Ecuador), mosquerito chichihi o mosquerito verdoso (en México), elenia coronigualda (en Nicaragua), fío-fío verdoso (en Perú), bobito verdoso (en Venezuela) o mosquero corona amarilla.

## Distribución y hábitat
Se distribuye ampliamente, pero de forma discontinua y está ausente de muchas regiones (especialmente en la Amazonia). En la mayor parte de su zona es residente, pero las poblaciones más sureñas son migratorias. Está presente desde ambas pendientes de México, por Guatemala, Belice, Honduras, El Salvador, Nicaragua, Costa Rica, Panamá, Colombia, Venezuela, Guyana, oeste de Ecuador y noroeste de Perú, centro, este y sur de Brasil, sur de Perú, Bolivia, Paraguay, norte de Uruguay, hasta el noroeste y noreste de Argentina. Fue registrada como vagante en Texas, sur de Estados Unidos.

## Sistemática

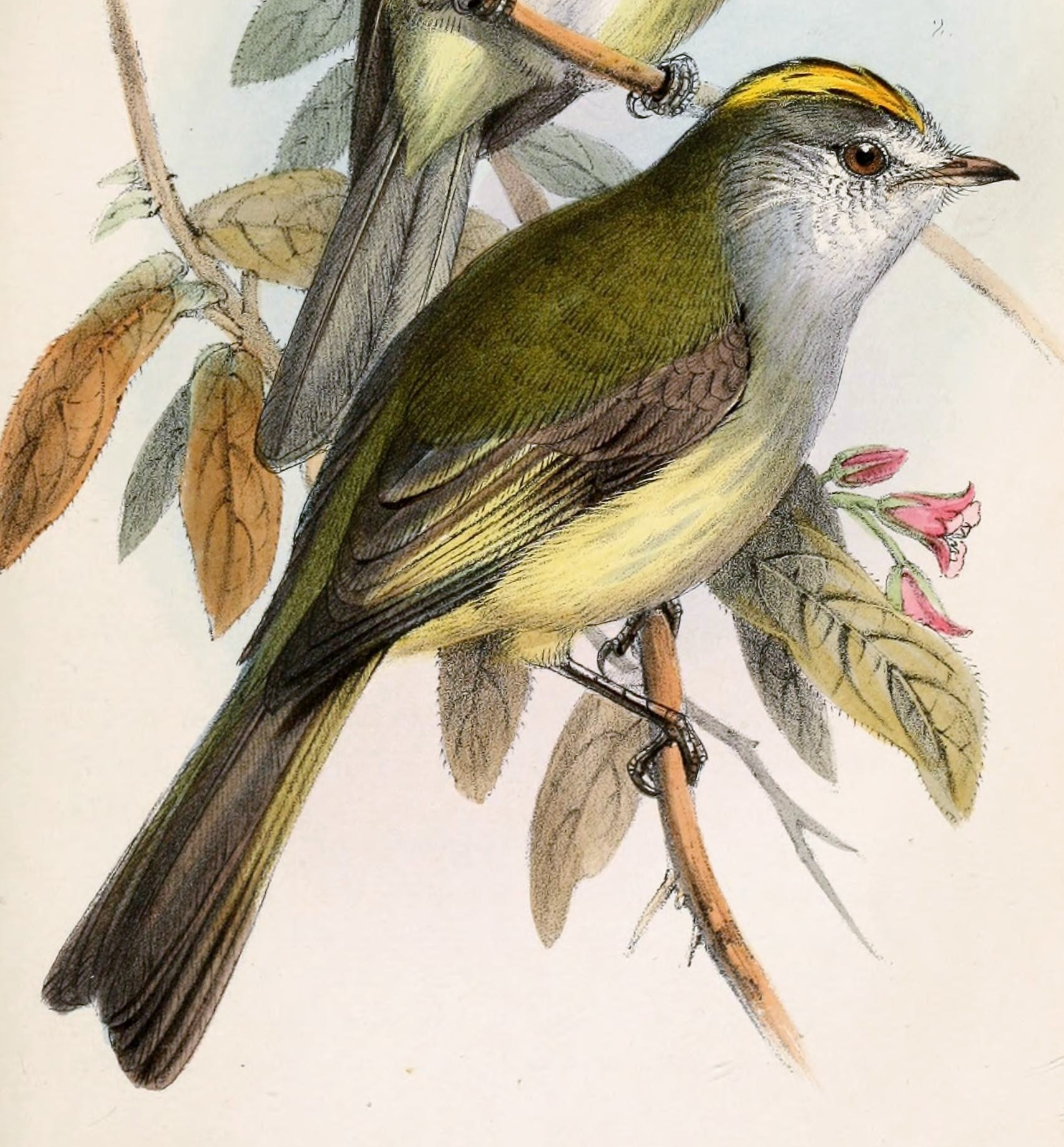
Elainia placens = Myiopagis viridicata placens, ilustración de Joseph Wolf en The Ibis, 1859.

### Descripción original
La especie M. viridicata fue descrita por primera vez por el naturalista francés Louis Jean Pierre Vieillot en 1817 bajo el nombre científico Sylvia viridicata; su localidad tipo es: «Paraguay».

### Etimología
El nombre genérico femenino «Myiopagis» se compone de las palabras del griego «muia, muias» que significa ‘mosca’, y «pagis» que significa ‘atrapar’; y el nombre de la especie «viridicata», proviene del latín moderno «viridicatus» que significa ‘verde’.

### Taxonomía
Es pariente cercana de Myiopagis cotta y algunas veces ya fueron consideradas conespecíficas ). La considerable estructura genética puede ser interpretada como ls posibilidad del complejo de subespecies tratarse de más de una especie; adicionalmente, las subespecies norteñas difieren voalmente. Las subespecies accola, pallens, zuliae y restricta se diferencian mínimamente y tal vez sería mejor fundirlas en una.

### Subespecies
Según las clasificaciones del Congreso Ornitológico Internacional (IOC) y Clements Checklist/eBird se reconocen diez subespecies, con su correspondiente distribución geográfica:
- Grupo politípico minima/jaliscens:

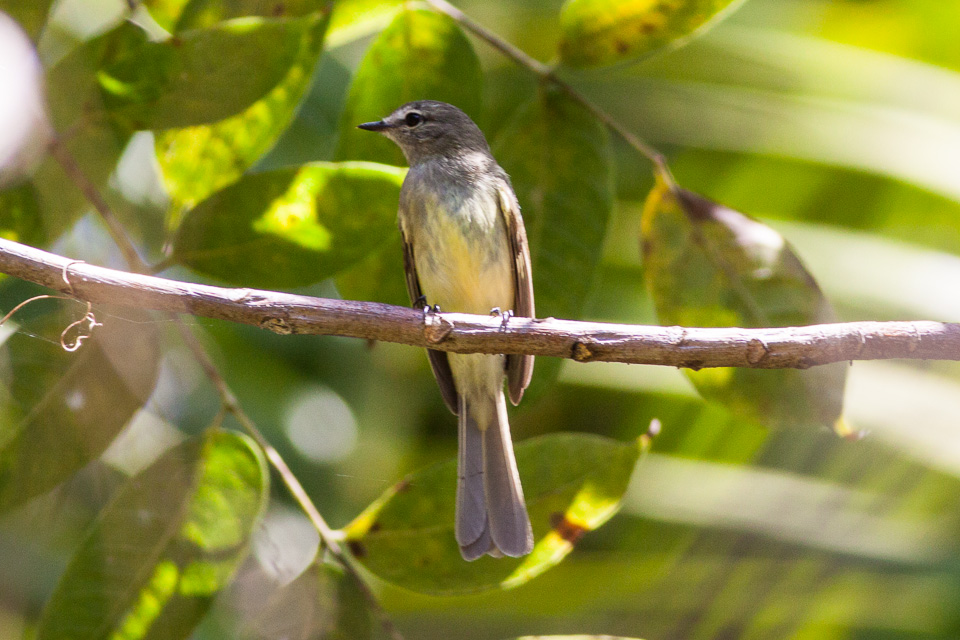
Myiopagis viridicata jaliscensis en San Blás, Nayarit, México.

  - Myiopagis viridicata jaliscensis Nelson, 1900 – oeste de México (del sur de Durango y Nayarit al sur hasta Guerrero y sur de Oaxaca).
  - Myiopagis viridicata minima Nelson, 1898 – islas Tres Marías (litoral de Nayarit, México).

- Grupo politípico viridicata:

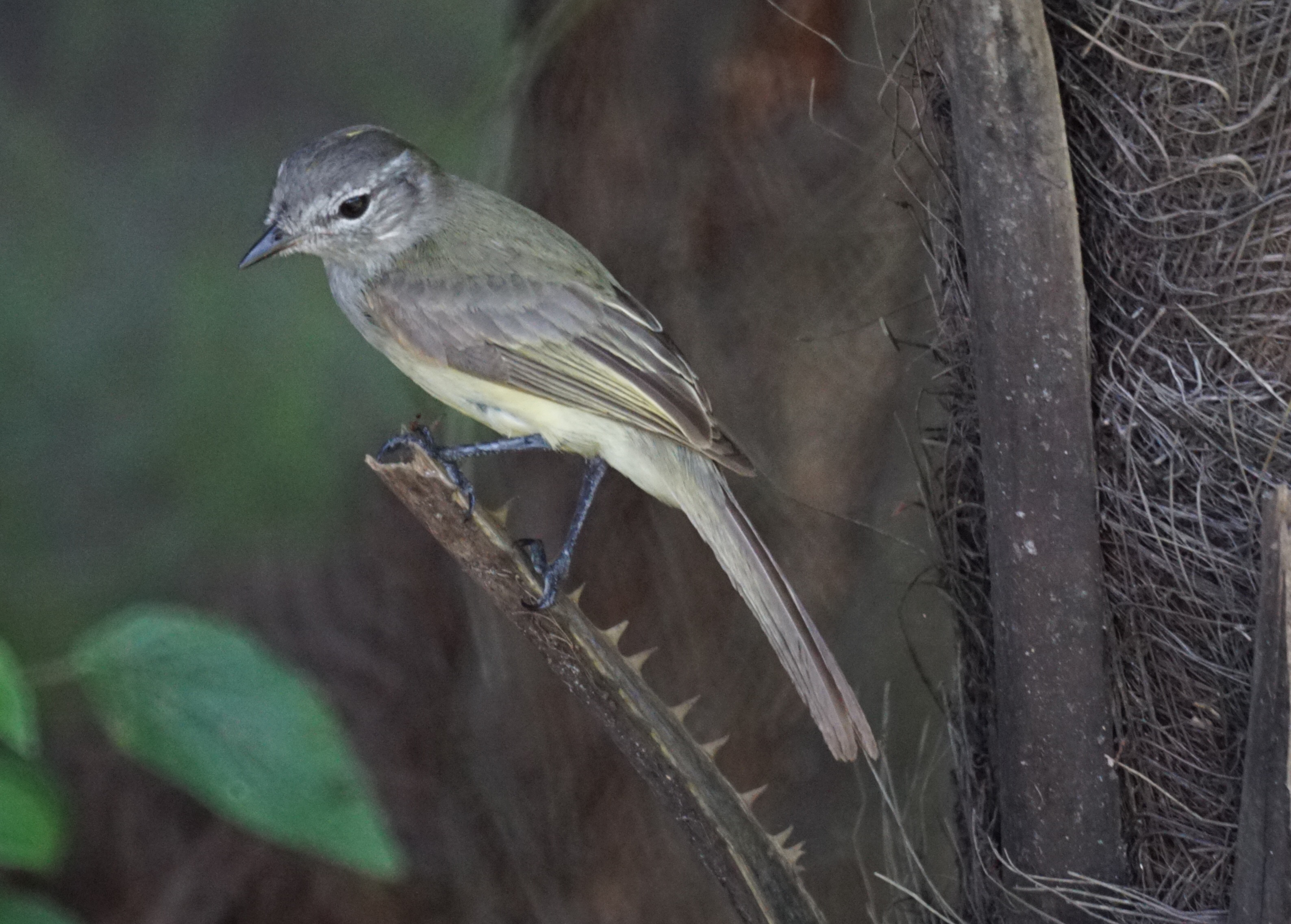
Myiopagis viridicata placens en Crooked Tree, Belice.

  - Myiopagis viridicata placens (P.L. Sclater), 1859 – este de México (Tamaulipas al sur hasta la península de Yucatán e isla Cozumel), Belice, pendiente caribeña de Guatemala, y Honduras.
  - Myiopagis viridicata pacifica (Brodkorb), 1943 – pendiente del Pacífico desde el sur de México (Chiapas) al sur hasta el sur de Honduras.
  - Myiopagis viridicata accola Bangs, 1902 – Nicaragua al sur hasta el noroeste y norte de Colombia y noroeste de Venezuela (norte de Táchira).
  - Myiopagis viridicata pallens Bangs, 1902 – norte y centro de Colombia (región de Santa Marta y valles del Cauca y del Magdalena).
  - Myiopagis viridicata restricta Todd, 1952 – Cordillera de la Costa y tierras bajas de Venezuela (al este de los Andes, al norte de la cuenca del Amazonas, también en Guyana.
  - Myiopagis viridicata zuliae J.T. Zimmer & Phelps, Sr., 1955 – estribaciones de la Serranía del Perijá en la frontera Colombia–Venezuela.
  - Myiopagis viridicata implacens (P.L. Sclater), 1862 – suroeste de Colombia (Nariño), oeste de Ecuador (al sur hasta Loja) y extremo noroeste de Perú (Tumbes).
  - Myiopagis viridicata viridicata (Vieillot), 1817 – sureste de Perú, norte y este de Bolivia, centro, oeste y sureste de Brasil, Paraguay, noroeste y noreste de Argentina (al sur hasta Tucumán, Formosa y Corrientes), y Uruguay.